# Agaocephala margaridae
Agaocephala margaridae é uma espécie de coleóptero da família dos escarabeídeos (Scarabaeidae) e subfamília dos dinastíneos (Dynastinae). É endêmico dos estados do Pará e Mato Grosso, no Brasil. Foi descrito em 1958 por Moacir Alvarenga e o holótipo era mantido na coleção do Museu Nacional do Rio de Janeiro, mas se perdeu durante o incêndio de 2018.

## Descrição
De acordo com a descrição original de Alvarenga, os machos de Agaocephala margaridae apresentam cornos cefálicos alongados e fortemente curvados no ápice, com protuberância dorsolateral forte e pontiaguda O canto ocular longitudinal com porção posterior fina e projetada lateralmente. A protíbia tem quatro dentes externos e mesotíbias distintamente curvadas e enrugadas. O corno torácico é pontiagudo, alongado e direcionado para frente. Na vista dorsal, os parâmeros têm porção mesoapical em forma de clava com dente lateral oblíquo para trás em ambos os lados.
As fêmeas, por sua vez, têm fronte fortemente protuberante com tubérculos indistintos. A escultura da cabeça tem rugas distribuídas transversalmente na base do clípeo, pontos coalescentes próximos ao vértice. Clípeo redondo e largo, ápice ligeiramente emarginado. Canto ocular com margem anterior ligeiramente protuberante basalmente, convergindo obliquamente à ponta, e ponta angulada. A protíbia tem quatro dentes externos. O labro é delgado, e sete vezes mais largo que longo, com a margem anterior medialmente emarginada. As mandíbulas em vista ventral com carina interna nitidamente angulada perto do dente apical. A maxila tem com gálea falciforme. O mento tem base larga e ápice discretamente estreito e superfície ventral com grandes pontuações densas. A mesotíbia tem dente medial emparelhado com outro dente interno. O ápice metatibial é projetado medialmente e pontiagudo.
Os machos têm comprimento do corpo de 30,6-42,1 milímetros, comprimento elitral de 20,5–26,2 milímetros, comprimento da cabeça de 3,1–6,2 milímetros, comprimento pronotal de 8,2–12,8 milímetros e comprimento protibial de 7,10-8 milímetros. A largura elitral é de 9,8–14,1 milímetros. Já as fêmeas têm comprimento do corpo de 26,3–37 milímetros, comprimento elitral de 23,1–24,6 milímetros, comprimento da cabeça de 3,3–3,9 milímetros, comprimento pronotal de 9,9–12,4 milímetros e comprimento protibial de 7,3–8 milímetros. A largura elitral é de 9,9–18,6 milímetros e a largura pronotal é de 14,2–18,4 milímetros.

## Distribuição e habitat
Agaocephala margaridae foi descrito com base em espécimes coletados na Serra do Cachimbo, no Pará, uma região orográfica com altitude de 743 metros. É a única espécie brasileira que ocorre no bioma Amazônia, abrangendo as ecorregiões de florestas úmidas do Madeira-Tapajós e florestas tropicais secas de Mato Grosso. A Serra do Cachimbo, em particular, mescla vegetação lenhosa de quatro a seis metros de altura e arbustos como Pagamea guianensis e Palicourea nitidella e fitofisionomia de Cerrado.

## Estado de conservação
Em 2007, foi classificada como vulnerável na Lista de espécies de flora e fauna ameaçadas de extinção do Estado do Pará; e em 2018, como pouco vulnerável na Lista Vermelha do Livro Vermelho da Fauna Brasileira Ameaçada de Extinção do Instituto Chico Mendes de Conservação da Biodiversidade (ICMBio).